# Johann Schweigger
Johann Salomo Christoph Schweigger (Erlangen, 1779. április 8. – Halle, 1857. szeptember 6.) német fizikus.

## Élete
Szülővárosában, Erlangenben végezte tanulmányait, 1800-ban pedig az ottani egyetemen magántanár lett. 1803-ban a bayreuthi gimnáziumra hívták meg, ahol fizikát és matematikát adott elő; 1811-ben Nürnbergbe ment a műszaki iskolához, 1817-től kezdve az erlangeni egyetemen adta elő a fizikát és kémiát, 1819-ben pedig a hallei egyetemre ment.
1815-ben a Leopoldina Német Természettudományos Akadémia tagjává választották.

## Munkássága
Schweigger az elektromágnesség terén szerzett magának érdemeket. Legfontosabb találmánya a multiplikátor. Schweigger az elsők közé tartozik, akik a voltaelektrométert alkalmazták. A Sömmering-féle telegráfon olyan javítást eszközölt, mely megengedte, hogy a feltalálótól tervezett 27 huzal helyett kettővel ki lehessen jönni. 1811-ben a Journal für Chemie und Physik szerkesztését vette át. Schweigger igen élénk irodalmi tevékenységet is kifejtett.

## Nevezetesebb munkái
- Über Elektromagnetismus und d. elektromagnet. Multiplicator;
- Einleitung in die Mythologie auf dem Standpunkte der Naturwissenschaft (Halle, 1863);
- Über naturwissenschaftliche Mysterien in ihrem Verhältnis zur Litteratur des Altertums (uo. 1843);
- Über das Elektron der Alten (Greifswald, 1847);
- Über stöchiometrische Reihen (Halle, 1853)